# 戦国最後の勝利者!徳川家康
『戦国最後の勝利者 徳川家康』は、日本の時代劇。新春大型5時間時代劇スペシャルとして、1992年1月3日にテレビ朝日系列で放送された。製作：テレビ朝日 / 東映。

## キャスト
※エンディングクレジット表記順。
- 徳川家康：北大路欣也
- 築山御前：真野響子
- 徳姫：南野陽子
- 石川数正：石橋蓮司
- 大賀弥四郎：萩原流行
- 松平信康：石橋保
- 本多重次：中丸忠雄
- 榊原康政：藤堂新二
- 本多忠勝：立川三貴
- 井伊直政：石原良純
- 酒井忠次：下川辰平
- 鳥居元忠：原田清人
- 平岩親吉：山本清
- 服部半蔵：野崎海太郎
- 阿部正勝：大場順
- （役名不詳）：笹木俊志
- （役名不詳）：加藤重樹
- （役名不詳）：唐沢民賢
- （役名不詳）：関根大学
- （役名不詳）：金原亭駒平
- （役名不詳）：谷口公洋
- （役名不詳）：斉藤弘勝
- （役名不詳）：山村紅葉
- （役名不詳）：雪絵ゆき
- （役名不詳）：沢井孝子
- （役名不詳）：波多野博
- （役名不詳）：福本清三
- （役名不詳）：伊集院八朗
- （役名不詳）：原田和彦
- （役名不詳）：宮城幸生
- （役名不詳）：池田謙治
- （役名不詳）：山田永二
- （役名不詳）：山本卓世
- 於大の方：司葉子
- 朝日姫：小林幸子
- 関口親永：山村聡
- （役名不詳）：春藤真澄
- （役名不詳）：稲垣陽子
- （役名不詳）：山田麻起子
- （役名不詳）：富永佳代子
- （役名不詳）：泉千夏
- （役名不詳）：星野美恵子
- （役名不詳）：神原千恵
- （役名不詳）：前野有香
- （役名不詳）：疋田泰盛
- （役名不詳）：谷口孝史
- （役名不詳）：真山章志
- （役名不詳）：峰蘭太郎
- （役名不詳）：細川純一
- （役名不詳）：藤沢慎介
- （役名不詳）：西山清孝
- （役名不詳）：廣岡正平
- （役名不詳）：中西健太
- 武田勝頼：丹波義隆
- 今川氏真：加納竜
- 奥平貞昌：三ツ木清隆
- 石田三成：夏夕介
- 明智光秀：磯部勉
- 鳥居忠吉：青木義朗
- 柴田勝家：睦五朗
- 今川義元：名和宏
- 減敬：勝部演之
- 池田恒興：田中浩
- 前田利家：伊藤高
- 弥五郎：谷村昌彦
- あやめ：七瀬なつみ
- 亀姫：大寳智子
- 佐治秀正：川地民夫

◇
- ナレーター：名古屋章

◇
- 濃姫：佳那晃子
- 鳥居強右衛門：若林豪
- お万：河合奈保子
- 豊臣秀吉：風間杜夫
- 織田信長：高橋英樹

## スタッフ
- 監督：舛田利雄[1]、西垣吉春

- プロデューサー：高橋正樹、伊駒政実（テレビ朝日）、阿部征司、上阪久和（東映）

- 原作：山岡荘八（講談社刊）

- 脚本：志村正浩

- 音楽：横山菁児

- 撮影：北坂清、雨宮良朋、田中勇二、木子尚久
- 美術：佐野義和、石原隆
- 照明：金子凱美、沢田敏夫、武中優、浦野晃、米原磨
- 録音：西村良、木村益夫、日比和之
- 編集：市田勇、大八木有三、小林絵里子

- 装置：太田正二、松尾清
- 装飾：西川由紀夫、籠尾和人、大橋豊
- 背景：西村三郎
- 小道具：高津商会

- 衣裳：森護、片山郁江
- 美粧：中野進明、長友初生
- 結髪：福本るみ、西口富美子
- かつら：山崎かつら
- 和楽監修：中本哲
- 能指導：掛川昭二
- スチール：大谷栄一
- 広報担当：松嶋弘正（テレビ朝日）
- 擬斗：谷明憲
- 騎馬：岸本乗馬センター

- 助監督：平田博志、森本浩史、石川一郎
- 記録：黒川京子
- 整音：格畑學
- VTR編集：高見正和
- 演技事務：寺内文夫
- 進行：松根功明
- 進行主任：宇治本進

- 協力：東映京都美術センター、東映京都俳優養成所
- ロケ協力：国宝彦根城・京都大覚寺・京都府丹波町・株式会社フジタ開発事業本部・国宝二条城・長岡光明寺・篠山町

- 現像：IMAGICA
- 主題歌：「夢の雫」
  - 作詞：夏実唯
  - 作曲：高梨聖昭
  - 編曲：船山基紀
  - 歌：瀬藤正則（ソニーレコード）

- 制作：テレビ朝日 / 東映

## ネット配信
- YouTubeの「東映時代劇YouTube」で、2023年1月2日13:00（JST）から同年同月9日23:59（JST）まで期間限定無料配信が行われた。